# Black Juju
Black Juju er en ep af det svenske dødsmetal-band Entombed der blev udgivet i 1999 gennem Man's Ruin Records. Ep'en næsten kun af coversange med undtagelse af "Vices by Proxy." 

## Numre
1. "Mesmerization Eclipse" (Captain Beyond cover) – 04:45
2. "Vices by Proxy" – 02:58
3. "Black Juju" (Alice Cooper cover) – 03:47
4. "Sentimental Funeral" (Hey on Glue cover) – 03:12

### Bonusnumre
1. "Tear It Loose" (Twisted Sister cover) – 3:21
2. "Lost" (Jerry's Kids cover) – 3:13
3. "The Ballad of Hollis Brown" (Bob Dylan cover) – 4:08
4. "Satan" (The Dwarves cover) – 1:12